# گنادی خازانف
گنادی ویکتوروویچ خازانف (روسی: Генна́дий Ви́кторович Хаза́нов؛ زادهٔ ۱ دسامبر ۱۹۴۵) کارگردان هنری، بازیگر، کمدین، طنزپرداز و مجری تلویزیون اهل روسیه است. آثار او شامل تقلید مسخره‌آمیز از سیاستمداران روسیه فعلی و شوروی سابق و تمسخر گروه‌های مختلف خرده‌فرهنگی در روسیه مدرن است.
از فیلم‌ها یا مجموعه‌های تلویزیونی که وی در آن‌ها نقش داشته است، می‌توان به خرگوش بلا و گرگ ناقلا و گربه‌ای به نام لئوپولد اشاره نمود.
وی همچنین برندهٔ جوایزی همچون نشان دوستی شده است.